# Носалево
Носалево (пол. Nosalewo) — село в Польщі, у гміні Пневи Шамотульського повіту Великопольського воєводства.
Населення — 63 особи (2011).
У 1975-1998 роках село належало до Познанського воєводства.

## Демографія
Демографічна структура станом на 31 березня 2011 року:
|          | Загалом | Допрацездатний вік | Працездатний вік | Постпрацездатний вік |
| -------- | ------- | ------------------ | ---------------- | -------------------- |
| Чоловіки | 30      | 10                 | 19               | 1                    |
| Жінки    | 33      | 11                 | 16               | 6                    |
| Разом    | 63      | 21                 | 35               | 7                    |